# T. and T.
T. and T. è una serie televisiva statunitense trasmessa in syndication dal 1988 al 1990.
Protagonisti sono T.S. Turner (Mr. T) e Amanda Taler (Alexandra Amini). Amanda Taler viene sostituita, dalla terza stagione, da Terri Taler (Kristina Nicoll).  Le iniziali del titolo sono le iniziali dei due protagonisti.

## Episodi
| Stagione         | Episodi | Prima TV originale | Prima TV Italia |
| ---------------- | ------- | ------------------ | --------------- |
| Prima stagione   | 24      | 1988               |                 |
| Seconda stagione | 20      | 1988-1989          |                 |
| Terza stagione   | 21      | 1990               |                 |